# 里贝尔怪兽
里贝尔怪兽（英语：Beast of Riber）是指一只出没于英国英格兰德比郡马特洛克里贝尔（Riber）的神秘大猫。

## 理论
有理论认为里贝尔怪兽是从里贝尔城堡（Riber Castle）动物园逃脱的动物。另一种可能则是一下饲主因1976年的“危险野生动物法”（Dangerous Wild Animals Act）而将饲养的外来大型猫科动物遗弃。

## 目击
- 2001年，马特洛克出现了数起“大猫”的目击，里贝尔城堡附近的山坡有人看见疑似豹的动物。
- 2002年，发现的疑似里贝尔怪兽的毛发，据说是一只大猫留下的，但DNA测试的结果为“negative”。
- 2006年4月8日，一只绵羊被杀死且已被部分食用，稍远的地区则发现了一枚脚印。[2]